# ویلیام کورت‌رایت
ویلیام کورت‌رایت (انگلیسی: William Courtright؛ ‏ ۱۰ فوریهٔ ۱۸۴۸ – ۶ مارس ۱۹۳۳) که با نام بیلی کورت‌رایت هم شناخته می‌شود، بازیگر اهل ایالات متحده آمریکا بود.
از فیلم‌هایی که وی در آن‌ها نقش داشته‌است، می‌توان به او همسرم است، جسی جیمز، شکوه چهارم، سوپ اردک، خبر مهم و جالب، رقاص‌های پنج سنتی، متشکرم و تعصب اشاره نمود.